# Studená dolina (Zuberec)
Studená dolina je dolina na Oravě. Leží v okrese Tvrdošín a protéká jí Studený potok.
Dolina vede od Podbiela na levém břehu řeky Orava východním směrem až po obec Habovka. V dolní části (na západě) protíná Oravskou vrchovinu, východněji zasahuje do Skorušinských vrchů. Dolinou prochází asfaltová silnice II/584 (Podbiel - Zuberec).

## Turismus
Dolinu protíná několik značených stezek, konkrétně v Podbielu, Oravském Bielem Potoku a Habovce. Cestou přes Zuberec vede přístup do Roháčů a k Ťatliakovu plesu. Nedaleko Zuberce je v Brestové skanzen Muzeum oravské dědiny.